# 放射線帯嵐探査機
放射線帯嵐探査機（英: Radiation Belt Storm Probes、RBSP）またはヴァン・アレン帯探査機（英: Van Allen Probes）は、地球を取り囲むヴァン・アレン帯の探査を行う2機の無人探査機である。アメリカ航空宇宙局(NASA)は、Living With a Star計画の一環としてヴァン・アレン帯探査機のミッションを行った。放射線帯の環境と変動性の理解は、宇宙船の運用、設計、計画や宇宙飛行士の安全にとって重要である。探査機は、2012年8月30日に打ち上げられた。

## 概要
NASAのゴダード宇宙飛行センターは、Living With a Star計画全体を運営し、ヴァン・アレン帯探査機はソーラー・ダイナミクス・オブザーバトリーとともにこの計画を構成する。ジョンズ・ホプキンズ大学の応用物理研究所が、ヴァン・アレン帯探査機の全体の実施及び機器の運用を担当する。ミッションは2年間続く予定であるが、4年間は持続可能であると期待されている。探査機は、放射線帯で発生する粒子を測定できるBARRELと協調しながら運用される。

### マイルストーン
- 2007年1月30日-31日:ミッションコンセプトのレビューが完了[6]。
- 2008年10月:予備設計のレビュー。
- 2009年1月:確認レビュー。
- 2012年4月30日:応用物理研究所からケープカナベラル空軍基地にプローブを移動。
- 2012年8月30日:ケープカナベラル空軍基地第41発射施設からプローブを打上げ。午前4時5分(EDT)[7]。
- 2019年7月19日:プローブB運用停止。
- 2019年10月18日:プローブA運用停止。ミッション終了。

### 打上げ機
2009年3月16日、ユナイテッド・ローンチ・アライアンスは、NASAとの間でヴァン・アレン帯探査機をアトラスV401ロケットで打ち上げる契約を結んだと発表した。NASAは、8月23日早朝の打上げ4秒前に、打上げを延期した。8月24日には悪天候のため打上げが行えず、ハリケーン・アイザックからロケットと探査機を守るために打上げはさらに延期され、2012年8月30日午前4時5分(EDT)に打上げが行われた。

## 科学
ヴァン・アレン帯は、太陽の表面から発生し、太陽系全体を満たすエネルギーや物質によって駆動される、より大きな宇宙天気の一部として、時間とともに膨らんだり縮んだりしている。宇宙天気はオーロラの原因となるが、一方で衛星に悪影響を与え、送電網の故障やGPSの混乱も引き起こす。ヴァン・アレン帯探査機は、ヴァン・アレン帯の理解を進め、外宇宙の厳しい環境に耐える宇宙船の設計にも役立つ。このミッションでは、相対論的電子やイオンがどのように生成し変化することで太陽フレアや太陽風の変化にどのように影響を与えるのかについての科学的な理解に資することを目的とする。
ミッションの科学目的は以下の通りである。
- 放射線帯における粒子の加速・輸送メカニズムおよびその条件を発見する。
- 放射線帯から電子が消失するようすを定量測定する。
- 電子の加速と消失を起こす過程の平衡を決定する。
- 磁気嵐の際に放射線帯がどのように変化するかを理解する。

## 宇宙船
ヴァン・アレン帯探査機は、1台のアトラスVロケットで打ち上げられる2機のスピン安定探査機で構成される。2機は、他の探査機であれば機体を守るために運用を一時停止するような厳しい環境の中で運用され、データを収集し続ける必要がある。従って、機体はこのような継続的な放射線や粒子の衝突に耐えられるように設計されている。

### 機器
時間的、空間的な放射線帯の変化を観測するために2機を相同に運用することが不可欠であるため、各機は以下の機器を搭載する。
1. Energetic Particle, Composition, and Thermal Plasma (ECT) Instrument Suite;ニューハンプシャー大学のハーラン・スペンスがロスアラモス国立研究所、サウスウェスト研究所、エアロスペース・コーポレーション、大気学宇宙物理学研究所と協力して製造。
2. Electric and Magnetic Field Instrument Suite and Integrated Science (EMFISIS);アイオワ大学のクレイグ・クレツィングが製造。
3. Electric Field and Waves Instrument (EFW);ミネソタ大学のジョン・ウィガンがカリフォルニア大学バークレー校、コロラド大学ボルダー校と協力して製造。
4. Radiation Belt Storm Probes Ion Composition Experiment (RBSPICE);ニュージャージー工科大学のロウ・ランゼロッティが応用物理研究所、ファンダメンタル・テクノロジーズと協力して製造。
5. Relativistic Particle Spectrometer (RPS);アメリカ国家偵察局から

## 成果
2013年2月、ヴァン・アレン帯探査機の収集したデータから、従来は2つだと考えられていたヴァン・アレン帯に3つ目があったことを発見した。この3番目のヴァン・アレン帯は外側と内側にある2つの放射線帯の中間に惑星間の衝撃波で一時的に発生するもので、数週間存在していた。
2013年7月、ヴァン・アレン帯探査機が観測したデータから、これまで光の速さの99%以上にまで粒子を加速させるメカニズムが謎だったが、これは外からの要因ではなく、ヴァン・アレン放射線帯の中で加速が行われていることを確認した。